# IC 4816
IC 4816 = V1059 Sagittarii war eine Nova, die 1898 im Sternbild Schütze aufleuchtete und eine Helligkeit von 4,5 mag erreichte. Sie wurde im Jahre 1899 von der Astronomin Williamina Fleming entdeckt.
Der Namensteil „V1059“ folgt den Regeln zur Benennung veränderlicher Sterne und besagt, dass V1059 Sagittarii der 1059. veränderliche Stern ist, der im Sternbild Schütze (lateinisch Sagittarius) entdeckt wurde.